# Dichelacera rubrofemorata
Dichelacera rubrofemorata är en tvåvingeart som beskrevs av Burger 1999. Dichelacera rubrofemorata ingår i släktet Dichelacera och familjen bromsar. Inga underarter finns listade i Catalogue of Life.